# Фрејзисберг (Охајо)
Фрејзисберг (енгл. Frazeysburg) град је у америчкој савезној држави Охајо.

## Демографија
По попису из 2010. године број становника је 1.326, што је 125 (10,4%) становника више него 2000. године.
| Група             | 2000.         | 2010.         |
| Белци             | 1.166 (97,1%) | 1.289 (97,2%) |
| Афроамериканци    | 13 (1,1%)     | 1 (0,1%)      |
| Азијати           | 4 (0,3%)      | 4 (0,3%)      |
| Хиспаноамериканци | 6 (0,5%)      | 6 (0,5%)      |
| Укупно            | 1.201         | 1.326         |